# Campionati spagnoli di ski cross 2010
I Campionati spagnoli di ski cross 2010 si sono svolti a Sierra Nevada l'11 aprile. Il programma ha incluso sia la gara femminile che la gara maschile. 
Trattandosi di competizioni valide anche ai fini del punteggio FIS, vi hanno partecipato anche sciatori di altre federazioni, senza che questo consentisse loro di concorrere al titolo nazionale spagnolo.

## Risultati

### Uomini
| Pos. | Atleta           | Nazione |
| ---- | ---------------- | ------- |
| 1    | Jose-Jeorge Ruiz | Spagna  |
| 2    | Ulises Vidal     | Spagna  |
| 3    | Diego Gutiérrez  | Spagna  |
| 4    | Pablo Pena       | Spagna  |

### Donne
| Pos. | Atleta                | Nazione |
| ---- | --------------------- | ------- |
| 1    | Rocio Delgado         | Spagna  |
| 2    | Cyinthia Zaragoza     | Spagna  |
| 3    | Carolina Ruiz         | Spagna  |
| 4    | Marta Ruiz de Almirón | Spagna  |